# Fritz Steuben
Fritz Steuben, vlastním jménem Erhard Wittek (3. prosince 1898, Wongrowitz, Poznaňsko, Německé císařství – 4. června 1981, Pinneberg) byl německý spisovatel, který je znám svým osmidílným románovým cyklem o náčelníkovi indiánského kmene Šavanů Tekumsehovi.

## Život
Narodil se v tehdy německém městě Wongrowitz (dnes Wągrowiec v Polsku). Zúčastnil se bojů 1. světové války, po jejím skončení pracoval jako prodejce knih a nakonec se stal vedoucím výroby v nakladatelství Franckh-Kosmos v Stuttgartu. Od roku 1936 žil v Neustrelitzu jako nezávislý spisovatel. Roku 1955 se přestěhoval do Pinnebergu, kde žil až do své smrti.
V letech 1929 až 1952 napsal celou řadu příběhů o amerických indiánech, z nichž nejznámější je osmidílný román Tekumseh (1930–1939, Tecumseh). Zhruba od roku 1933 psal své knihy pod vlivem německého nacionálního socialismu. Náčelníka Tekumseha vylíčil jako téměř nadlidského vůdce a zároveň zdůrazňoval nadřazenost bílých osadníků. Proto byl román po 2. světové válce „ideologicky očištěn“ a vydáván v této upravené podobě.
Kromě toho vydal celou řadu knih pod svým vlastním jménem, především válečné romány založené na vlastních zážitcích z 1. světové války.

## Dílo

### Pod vlastním jménem Erhard Wittek
- Das Buch als Werbemittel (1926),
- Durchbruch anno achtzehn. Ein Fronterlebnis (1933),
- Männer. Ein Buch des Stolzes (1936),
- Bewährung der Herzen (1937),
- Traum im Februar (1939),
- Ein Becher Wasser, und andere Begebenheiten aus Polen (1940),
- Der Marsch nach Lowitsch. Ein Bericht (1940),
- Dem Vaterland zugute ... (1943),
- Männer, heroische Anekdoten aus dem Krieg (1944),
- Wir, von der Weichsel und Warthe (1950),
- Der alte Witt und andere Geschichten aus dem Osten (1963).

### Pod pseudonymem Fritz Steuben
- Tecumseh (1930–1939, Tekumseh), osmidílná románová série o indiánském náčelníkovi Tekumsehovi:
  - 1. Der fliegende Pfeil (1930, Letící šíp),
  - 2. Der rote Sturm (1931, Rudá bouře),
  - 3. Tecumseh, der Berglöwe (1932, Horský lev),
  - 4. Der strahlende Stern (1934, Zářící hvězda),
  - 5. Schneller Fuß und Pfeilmädchen (1935), vyprávění z doby, kdy bylo Tekumsehovi dvanáct let (česky nevyšlo),
  - 6. Der Sohn des Manitu (1938, Manitouův syn),
  - 7. Ruf der Wälder (1939, Volání lesů), původně jako první část knihy Tekumsehova smrt.
  - 8. Tecumsehs Tod (1939, Tekumsehova smrt).
- Die Karawane am Persergolf. Eine abenteuerliche Kriegsfahrt durch die arabische Wüste (1935).
- Der ehrliche Zöllner. Kleine Geschichten aus dem Osten (1949),
- Wolfram fährt nach Südtirol. Die Geschichte einer Kinderfreundschaft (1949),
- Bewährung der Herzen (1949),
- Emir Dynamit. Bilder aus dem Leben des Obersten Lawrence (1949),
- Die Anna (1951),
- Dort hinter dem gläsernen Berge (1952),
- Zwei Mädel wie Hund und Katze. Ein fröhliches Buch aus glücklichen Tagen (1954),
- Müllers ziehen um. Zwei Mädel wie Hund und Katze in der neuen Heimat (1955),
- Mississippi Saga, Sieur de la Salle, Entdecker, Eroberer, Edelmann (1956),
- Tragödie am Mississippi(1957),
- Gunnar vom Eisland (1957),
- Der Weg nach Bethlehem (1957),
- Abenteuer, Abenteuer!' (1957),
- Gunnar vom Eisland (1957),
- Der weite Ritt (1960),
- Der ewige Hunger nach Gold. Interessantes, Amüsantes und Verwunderliches aus der Geschichte des Handels (1965),
- Auf großer Fahrt. Wanderungen zwischen Pregel und Beskiden (1966),
- Die reinsten Musterkinder (1968),
- Der Thronfolger. Fürstensohn Ibn Saud gründet das heutige Königreich Saudi-Arabien (1976).

## Česká vydání
- Rudí hrdinové I. – Letící šíp, Jos. R. Vilímek, Praha 1937, přeložil Ferdinand Romportl.
- Rudí hrdinové II. – Rudá bouře, Jos. R. Vilímek, Praha 1938, přeložil Ferdinand Romportl.
- Rudí hrdinové III. – Tecumseh a Kožená punčocha, Jos. R. Vilímek, Praha 1938, přeložil Josef Hrůša.
- Rudí hrdinové IV. – Zářící hvězda, Jos. R. Vilímek, Praha 1938, přeložil Eugen Kellner.
- Rudí hrdinové V. – Syn Manituův, Jos. R. Vilímek, Praha 1941, přeložil František Heller.
- Rudí hrdinové VI. – Tecumsehova smrt, Jos. R. Vilímek, Praha 1941, přeložil Josef Hrůša.
- Tekumseh 1. Albatros, Praha 1971, přeložil Antonín Tejnor, obsahuje Letící šíp a Rudá bouře, znovu 1985.
- Tekumseh 2. Albatros, Praha 1973, přeložil Antonín Tejnor, obsahuje Horský lev a Zářící hvězda, znovu 1985.
- Tekumseh 3. Albatros, Praha 1976, přeložil Antonín Tejnor, obsahuje Manitouův syn a první část Volání lesů, znovu 1986.
- Tekumseh 4. Albatros, Praha 1979, přeložil Antonín Tejnor, obsahuje dokončení Volání lesů a Tekumsehova smrt, znovu 1987.